# Fantasy-Jahr 1970
Übersicht

◄◄ | ◄ | 1966 | 1967 | 1968 | 1969 | Fantasy-Jahr 1970 | 1971 | 1972 | 1973 | 1974 | ► | ►►

Weitere Ereignisse

## Neuerscheinungen Literatur
| Deutscher Titel                       | Deutschsprachiges Erscheinungsjahr | Originaltitel                         | Autor                                          | Anmerkungen |
| ------------------------------------- | ---------------------------------- | ------------------------------------- | ---------------------------------------------- | ----------- |
| Conan der Schwertkämpfer              | 1982                               | Conan the Swordsman                   | L. Sprague de Camp & Lin Carter & Bjorn Nyberg |             |
| Thongor gegen die Piraten von Tarakus | 1980                               | Thongor Fights the Pirates of Tarakus | Lin Carter                                     |             |
| Hinter der irdischen Bühne            | 1996                               | Behind the Walls of Terra             | Philip José Farmer                             |             |
| Corwin von Amber                      | 1977                               | Nine Princes in Amber                 | Roger Zelazny                                  |             |
| Die Winde von Darkover                | 1971                               | The Winds of Darkover                 | Marion Zimmer Bradley                          |             |
| Meuchelmörder von Gor                 | 1974                               | Assassins of Gor                      | John Norman                                    |             |
| Der verzauberte Turm                  | 1980                               | The Vanishing Tower                   | Michael Moorcock                               |             |
| Der Phönix im Obsidian                | 1982                               | Phoenix in Obsidian                   | Michael Moorcock                               |             |
| Die Suche der Drachen                 | 1973                               | Dragonquest                           | Anne McCaffrey                                 |             |
| Schwerter und Teufelei                | 1970                               | Swords and Deviltry                   | Fritz Leiber                                   |             |
| Schwerter gegen den Tod               | 1970                               | Swords against Death                  | Fritz Leiber                                   |             |
| Die Gräber von Atuan                  | 1979                               | The Tombs of Atuan                    | Ursula K. Le Guin                              |             |
| Das Geschlecht der Magier             | 1978                               | Deryni Rising                         | Katherine Kurtz                                |             |

## Neuerscheinungen Filme
| Deutscher Titel                       | Deutschsprachiges Erscheinungsjahr | Originaltitel                   | Regie                    | Anmerkungen |
| ------------------------------------- | ---------------------------------- | ------------------------------- | ------------------------ | ----------- |
| Als die Frauen noch Schwänze hatten   | 1970                               | Quando le donne avevano la coda | Pasquale Festa Campanile |             |
| Als Dinosaurier die Erde beherrschten | 1971                               | When Dinosaurs Ruled the Earth  | Val Guest                |             |

## Geboren
- Katja Brandis
- Pierre Grimbert
- Petra Hartmann
- Kevin Hearne
- Christoph Marzi
- Jonathan Stroud